# Oskar Türk
Oskar Wilhelm Türk (* 10. September 1893 in Salmendingen; † 24. September 1978) war ein deutscher Politiker und Landtagsabgeordneter (FDP).

## Leben und Beruf
Türk besuchte die Volksschule und das Gymnasium mit dem Abschluss Abitur. Von 1912 bis 1920 studierte er Medizin und promovierte zum Dr. med. Anschließend studierte er Rechtswissenschaften und promovierte zum Dr. jur. Danach wurde er als höherer preußischer Verwaltungsbeamter beschäftigt. Von 1936 bis 1945 war er Kämmerer der Stadt Köln. An der rechtswissenschaftlichen Fakultät der Universität Köln war Türk Honorarprofessor.
Von 1914 bis 1918 und von 1939 bis 1940 war er Kriegsteilnehmer.
Türk starb 1978 im Alter von 85 Jahren und wurde in der Familiengrabstätte seiner Frau Ludmilla geb. Roeckerath auf dem Kölner Südfriedhof beigesetzt.

## Abgeordneter
Vom 15. Dezember 1956 bis zum 12. Juli 1958 und vom 29. September 1961 bis zum 23. Juli 1966 war Türk Mitglied des Landtags des Landes Nordrhein-Westfalen. In der dritten und vierten Wahlperiode war er jeweils über die Landesliste seiner Partei nachgerückt und in der fünften Wahlperiode über die Landesliste gewählt.
Ab 1952 war er Mitglied im Stadtrat der Stadt Köln. Außerdem war er von 1952 bis 1956 Mitglied der Landschaftsversammlung Rheinland.

## Sonstiges
Türk war Mitglied der katholischen Studentenverbindungen AV Guestfalia Tübingen und KDStV Bavaria Bonn, die beide dem Cartellverband (CV) angehören.
Er gehörte nicht der SA an und ist nicht mit dem Führer der SA-Brigade in Wien und Niederösterreich, der ebenfalls Oskar Türk hieß, personenidentisch.